# Calamoncosis spinicauda
Calamoncosis spinicauda är en tvåvingeart som beskrevs av Nartshuk 1971. Calamoncosis spinicauda ingår i släktet Calamoncosis och familjen fritflugor. Inga underarter finns listade i Catalogue of Life.